# Hakoah All-Stars
Hakoah All-Stars foi um clube de futebol norte-americano com sede em Nova York, estados Unidos. Entre 1930 e 1932, disputou a American Soccer League.

## História
clube foi formado após a fusão do Brooklyn Hakoah da ASL e do New York Hakoah da Eastern Soccer League. Ambos os clubes foram formados por ex-jogadores do SC Hakoah Wien. Béla Guttmann jogou pelo time. 

## Estatísticas

### Participações
|  | Participações em 2020 |

| Competição     | Competição             | Temporadas | Melhor campanha     | Estreia | Última    | P | R |
| Estados Unidos | American Soccer League | 3          | Vice-campeão (1932) | 1930    | Fall 1932 |   | – |